# Rukungiri
Rukungiri  este un oraș  în  Uganda. Este reședinta  districtului Rukungiri.